# Hydriomena coerulata
Hydriomena coerulata là một loài bướm đêm trong họ Geometridae.